# 新普雷里鎮區 (明尼蘇達州波普縣)
新普雷里鎮區（英語：New Prairie Township）是位於美國明尼蘇達州波普縣的一個行政鎮區。

## 地方資料
新普雷里鎮區的面積為92.75平方千米，當中陸地面積為91.25平方千米，而水域面積為1.50平方千米。根據2020年美國人口普查的數據，當地共有人口181人，而人口密度為每平方千米1.95人。